# ذا بيست إن ذا إيست
ذا بيست إن ذا إيست بالإنجليزية (The Beast in the East ) هو أحد المهرجانات التي تقدمها مؤسسة المصارعة الحرة الترفيهية wwe . تم عرض أول حدث عام 2015 .

## النتائج
| الترتيب | النتائج                                                             | الشروط                   | الزمن |
| ------- | ------------------------------------------------------------------- | ------------------------ | ----- |
| 1       | سيزارو هزم دييغو تقديم                                              | مباراة فردية             | مثال  |
| 2       | لوتشا دراجنز (كاليستو وسين كارا) هزم نيو داى (بيج اى واكسافير وودز) | مثال                     | مثال  |
| 3       | كريس جيريكو هزم نيفيل بأخضاع                                        | مباراة فردية             | مثال  |
| 4       | نيكي بيلا تهزم تامينا وبايج                                         | مثال                     | مثال  |
| 5       | بروك ليسنر هزم كوفي كينغستون                                        | مباراة فردية             | مثال  |
| 6       | فين بالورهزم كيفن أوينز                                             | مباراة فردية ل ان اكس تي | مثال  |
| 7       | جون سينا و دولف زيجلير يهزموا كين والملك باريت                      | مثال                     | مثال  |

## روابط خارجية
- ذا بيست إن ذا إيست على موقع IMDb (الإنجليزية)
- ذا بيست إن ذا إيست على موقع كينوبويسك (الروسية)